# Eoanthidium nasicum
Eoanthidium nasicum är en biart som först beskrevs av Heinrich Friese 1917.  Eoanthidium nasicum ingår i släktet Eoanthidium och familjen buksamlarbin. Inga underarter finns listade i Catalogue of Life.